# Angier
Angier is een plaats (town) in de Amerikaanse staat North Carolina, en valt bestuurlijk gezien onder Harnett County.

## Demografie
Bij de volkstelling in 2000 werd het aantal inwoners vastgesteld op 3419.
In 2006 is het aantal inwoners door het United States Census Bureau geschat op 4165, een stijging van 746 (21,8%).

## Geografie
Volgens het United States Census Bureau beslaat de plaats een oppervlakte van
5,9 km², geheel bestaande uit land. Angier ligt op ongeveer 89 m boven zeeniveau.

## Plaatsen in de nabije omgeving
De onderstaande figuur toont nabijgelegen plaatsen in een straal van 20 km rond Angier.